# 両
両（りょう）は、尺貫法における質量の単位であり、また、近世の日本における金貨、および中国における秤量銀貨の通貨単位である。

## 概要
質量の単位としての両は、匁の倍量（貫、斤の分量）単位で、日本では1両＝10匁＝1/100貫＝1/16斤とされた。奈良時代に公布された大宝律令では隋代（唐代初期か）の一両に準じて、おおむね41〜42グラムくらいであったが、唐代になり11%程度減少し37.3グラムとなり、日本国内でもこれに近い値となった。明治時代以降、日本国内ではほとんど使用されていない。現代の中国の1市両は50グラムである。
金貨の通貨単位としての両は武田信玄により、鋳造を命じられた甲州金により確立され、江戸幕府に継承されたもので、1両は4分に等しく、また16朱に等しい。小判1枚の貨幣価値に相当し、したがって二分金2枚に、一分金、一分銀4枚に相当し、また二朱金、二朱銀8枚に、一朱金、一朱銀16枚に相当する。明治時代に通貨単位として圓（円）が導入されたが、切り替え時に「1圓は1両と等価」とされ、しばらくの間は「圓」のことを「両」とも呼んでいた。また江戸時代にも文政年間頃から「両」のことを俗称として「圓」と呼ぶ習慣が一部にあったという。

## 質量単位

### 中国
質量の単位としての両は、古代中国で生まれた。古代中国で流通した貨幣として半両銭がある。
漢代では『漢書律暦志』に
「権者銖・両・斤・鈞・石也。所以称物平施知軽重也。本起於黄鍾之重。一龠容千二百黍重十二銖。両之為両。二十四銖為両。十六両為斤。三十斤為鈞。四鈞為石。」
と記述があり、黄鍾管（当時の音律の基準となった黄鍾の音色の笛）の体積が一龠（やく）であり、これに入る黍1200粒を12銖（しゅ。朱はこれの略字）とし、これを二つ合わせた質量すなわち24銖を1両とした。「両」の漢字には「二つ」という意味がある。
中国の劉復が新の嘉量を計量したところ、その質量は13 600 g であった。一方、『漢書律暦志』には「嘉量の質量は「重二鈞」と記されている。これから、劉復は、漢代の1斤を226.67グラム、1両を14.167グラムと推算した。
南北朝時代になると南朝では質量は変化しなかったが北朝で1両の質量が増し、隋・唐では旧制の「小称両」とその3倍の「大称両」が定義された。呉承洛の『中国度量衡史』による隋代の「大称両」1両は41.762グラムで「小称両」1両の3倍である。唐代の1斤は約680gだったので（斤を参照）、「大称両」はその1/16で約42.5gとなる。
唐代に開元通宝が1/10両の基準で鋳造され、質量の単位は従来の「1両 = 24銖」から「1両 = 10銭 = 100分」という十進法の制度に改められた。
清代には目的によっていくつかの両があったが、庫平両が標準とされた。この庫平両とメートル法の対応は清朝滅亡後の1915年に定義され、それによれば、1庫平両 = 37.301g であった。国民革命後の1929年に庫平両は廃止され、新たに市制が導入されたが、その定義では1両 = 31.25g に減少した。これはメートル法との対応が計算しやすいように1斤 = 500gとしたためである。中華人民共和国では 1斤 = 10両に十進法化したため、1両は逆に50gに増加した。ただし、この 50g の両は中華人民共和国以前にも使用例がある。満洲国でも1両を50gとしていた。
近代の中国では、実用されていない単位であるが、メートル法での100gに当たるヘクトグラム（hg）に「両」の字を当て「公両」と称していたことがあった。

### 香港など
香港では、歴史的に1斤を常衡1+1⁄3ポンドと定めたため、それにしたがって現在も1斤=16両=604.78982グラム、1両=37.7994グラムである。これは「司馬両」と呼ばれる。貴金属の取引では、これとは少し異なる値の金衡両（37.429g）が使われる。
東南アジア諸国では、名称はさまざまだが同様の質量の単位が使われている。インドネシア・マレーシア・シンガポール・ブルネイでは tahil と呼び、それがポルトガルを経由して英語ではテール（tael）と呼ばれる。

### 日本
日本には唐代の大小両方の「両」が伝わった。

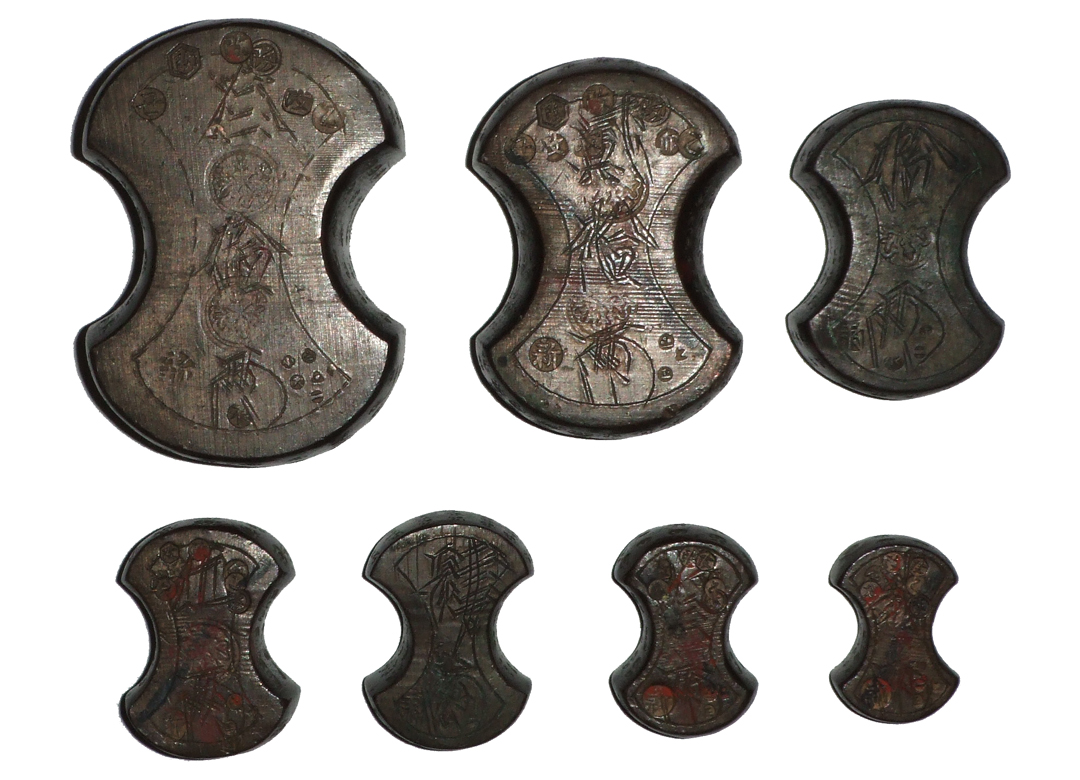
江戸時代に両替商が用いた後藤分銅
參拾兩(1124.27g)、貳拾兩(749.45g)、拾兩(374.40g)、伍兩(187.45g)、肆兩(149.89g)、參兩(112.46g)、貳兩(75.01g)

江戸時代初期までは、唐代の「両」が日本に伝えられ用いられていたが、寛文元年（1661年）に度量衡の「衡」が統一され、両替商で用いられる分銅は後藤四郎兵衛家のみ製作が許され、これ以外のものの製作および使用は不正を防止するため厳禁とされた。この分銅は「両」を基本単位としている。ただし秤量銀貨の通貨単位は日本では銀一両といえば銀4.3匁のことであり、さらに小判の通貨単位の「両」との混同を避ける意味から「匁」および「貫」が用いられた。すなわち、肆兩（しりょう）の分銅と釣合う丁銀は銀40匁と表した。江戸時代の1両は分銅および定位貨幣の実測による推定では平均して37.36グラム程度であり、江戸時代終盤にやや増加して37.5グラムを超えたという。
一方中国では秤量銀貨の実測値一両（大両）を銀一両（テール）と表した。このため、安政5年（1858年）の日米修好通商条約締結の際、約8.6グラムの質量を持つ一分銀は偶然にも質量としての一両の約1/4であることから額面通り銀1/4両であり、中国の銀一両の約3/4の質量である1ドル銀貨＝一分銀3枚という日本側に不利な交換比率を主張する口実をハリスに与えることになり、小判流出の一因となった。
明治4年（1871年）5月、新貨条例公布の際、当初1戔（匁）＝3.756574グラムとされたが、同年9月に訂正され1戔＝3.756521グラムと定められたため、1両＝37.56521グラムとなる。
その後、換算の便宜のため、メートル法基準となり、明治24年（1891年）の度量衡法により1貫＝3.75キログラムと定められたので、1両＝37.5グラムとなる。しかし明治時代以降は日本国内では尺貫法としては専ら「貫」、「匁」が使用され、「両」は新貨条例にも度量衡法にも登場せず、ほとんど使用されなくなった。その度量衡法も昭和26年（1951年）に廃止され、その後の計量法ではメートル法に統一され公式には使用されなくなった。
江戸時代まで使用された後藤分銅の表示は「両」が基本質量単位であり、「匁」は分銅に記載すらなく代わりに「戔」と刻まれている。対して江戸時代の「匁」は銀目としての貨幣単位であり、大坂において商取引の相場は必ず銀目で表された。しかし、江戸幕府は南鐐二朱銀発行以降、銀貨＝丁銀・豆板銀という従前の概念の意識抜き・洗脳を周到に行い、貨幣の機軸は「両」であるという既成事実を息長く積み上げ、また、明治以降は維新政府による1868年の銀目廃止、1891年の度量衡法施行以来、あたかも「両」は江戸時代の貨幣単位、「匁」は質量単位と一般には認識されるようになった。
薬種の量目としては1両を4匁（すなわち小両）とするのが一般的であったが、薬種によって4匁4分や5匁とするものもあった。馬一頭が運ぶ荷物の目方（質量）を表す駄法と関連があるとされる記事に、1300年頃に編纂されたとされる『拾芥抄』の中に、胡粉、白鑞（しろめ）、銅鉄、絲綿紅、蘇芳は大目を用い、金銀、水精、青木香、金青、緑青、陶砂は小目を用い、「6銖を1分、4分を1両、12両を1屯、16両を小1斤、3斤を大1斤」とする単位系が記述されている。
拾芥抄はこれは俗説であるとしているが、唐の駄法にも全く同一の単位系が存在するという。ここで言う1分とは1銭（匁）の1/10とは全く異なる。甲州金および江戸時代の通貨体系となった「両」および「分」は、これを基に定められた可能性が高く、薬種の量目も金銀の単位体系に準じている。

## 通貨単位

### 中国

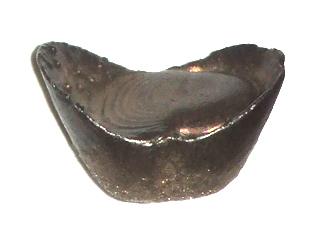
銀錠（約一両）

中国では、銀錠と呼ばれる銀の塊の質量を測り、それに基づいて貨幣としての価値を決定した（銀両/テール）。だが、銀錠は実質上の銀貨として市場において通用していたが、民間によって発行されていたため、時代や地域によって形状が異なっていた。これが完全に廃止されるのは1933年である（廃両改元）。

### 日本
金一両は元来一両（大宝律令では小両、延喜式以降は10匁）の質量の砂金という意味であったが、次第に質量と額面が乖離するようになり鎌倉時代には金一両は5匁、銀は4.3匁となり、鎌倉時代後期には金一両が4.5から4.8匁へと変化している。文明16年（1484年）、室町幕府により京目一両は4.5匁（約16.8グラム）と公定され、安土桃山時代すなわち元亀、天正年間には、京目一両は4匁4分 （約16.4グラム）と変更され、京目以外の基準は田舎目と呼ばれた。甲州金は田舎目一両すなわち4匁（約14.9グラム）を基準としてつくられ、この通貨単位が江戸時代の小判の額面1両の基となった。甲州金の通貨単位は「1両＝4分＝16朱＝64糸目」という四進法の単位系であった。これが江戸幕府に継承され、江戸時代の通貨の基軸となるよう幕府は政策に尽力を注ぎ続けた。
金拾両（じゅうりょう、44匁）は一裹（つつみ）あるいは一枚と呼ばれ、後に大判の量目（質量）の基準となり、銀拾両（43匁）は同じく一裹あるいは一枚と呼ばれ、後に丁銀の量目の基準となった。このような「枚」という単位は中世から江戸時代にかけて、主に恩賞および贈答用の通貨単位として用いられた。
慶長小判の質量は京目一両の金4.4匁に銀0.82匁を加え、金座の鋳造手数料0.44匁および吹減分0.02匁を引いて4.76匁と決められたとされる。この説に基けば慶長小判でさえ金含有量は金一両＝金4.4匁とする金平価から乖離しているが、その後、改鋳により含有率、質・量とも劣る小判が発行される様になり、質量単位としての両と通貨単位としての両の乖離は拡大し、「両」の名目化が進行した。一方で慶長小判全体の量目4.76匁が田舎目の金一両であるとする説もある。
「両替」という言葉は、近世初期に金吹屋あるいは銀吹屋において砂金あるいは練金を引取り鑑定し、秤量貨幣としての灰吹銀と交換した、いわゆる南鐐替（なんりょうがえ）が変化したものであり、また金と銀の量目替（両目替、りょうめがえ）に由来する。また両替商で一両小判を秤量銀貨や銭貨に換（替）えたとする説もある。
天正年間の1両は米4石、永樂銭1貫文、鐚銭4貫文とほぼ等価であった。
江戸時代、金貨・銀貨・銭貨の為替レートは日々変動していた。一方江戸幕府は御定相場として慶長14年（1609年）に、金1両は、銀50匁（約187グラム）、銭4貫文（4,000文）に等価と布告し、後の元禄13年（1700年）に、金1両は、銀60匁（約225グラム）、銭4貫文と改正したが、幕府は相場が行き過ぎた場合のみ介入し、普段は市場経済に委ねていた。
また、貨幣吹替および飢饉の影響などによる変動はあったものの、米1石(当時の人一人の一年分の米消費量にほぼ相当する）の価格は1両前後であり、元禄年間から幕末の世情不安に至る前まで、ほぼこの前後の水準で推移した。
1両が現在の貨幣価値に換算したらどの程度になるかは諸説ある。相対的な価値は慶長期と急激な下落を見た幕末期では概ね一桁以上は異なる上に、生活様式が現在と全く異なるため物価基準であるか賃金基準であるかにより、さらに物価も品目により大きく異なる。中学校歴史教科書では「小判1両は、江戸時代初めには今の10万円ほどの価値があったが、幕末には3,000円-4,000円程度まで価値が下がってしまった」と記述しているものがある（五味文彦・高橋進・斎藤功ほか45名『新編新しい社会 歴史』東京書籍、2009年）。
総務省統計局の「小売物価統計調査」（2024年調査。ただし、米価は2024年夏頃から高騰している米価を反映して、2025年6月時点の価格）を基に換算した場合、18世紀においては、どの物価を基準にするかによって変わってくる。
1.米量価では1両＝約11～16万円に相当
2.大工の賃金を基準とした場合は1両＝約35～70万円に相当
3.蕎麦を基準とした場合は1両=約22～37万円に相当
なお、日本銀行金融研究所貨幣博物館のサイトによると、江戸時代の各時期における1両で買える米の量は、江戸初期で約350㎏、中後期で約150㎏、幕末の1867年（慶応3年）頃で15～30㎏であった。それぞれの時代で米量価で換算した場合、江戸初期で約26～38万円、中～後期で11～16万円、幕末で約1万1千円～3万2千円ほどに相当する。また、現在のように成人者で合法な売買ならば、誰でも自由にお金が使えたわけではない。身分とセットで考える必要もあるため、現在への換算は難しいのである。
1871年6月27日(明治4年5月10日)、新貨条例が公布され、『両』にかわって『円』が用いられるようになった。この時、一両は一円に等価であると設定され、旧通貨単位が新単位に切り替えられた。